# Otra esperanza
 Otra esperanza  es una película de Argentina filmada en colores dirigida por Mercedes Frutos sobre su propio guion escrito en colaboración con Jorge Goldenberg y Ernesto Schoo según el cuento homónimo de Adolfo Bioy Casares que se estrenó el 22 de febrero de 1996 y que tuvo como actores principales a Pepe Soriano, Héctor Bidonde, Constanza Maral y Héctor Calori.
La película se filmó en 1984 en 16 mm y se amplió al año siguiente a 35 mm. Invitada al Festival de Cine de Berlín no se pudo completar el montaje y la sonorización a tiempo para concurrir. Fue exhibida por primera vez en el Festival de Cine de Santa Fe en 1991 y estrenada comercialmente en 1996.

## Sinopsis
Un hombre que observa la casual y constante desaparición de los obreros de una fábrica se pone a hacer averiguaciones.

## Reparto
- Pepe Soriano
- Héctor Bidonde
- Constanza Maral
- Héctor Calori
- Jorge Ochoa
- Jesús Berenguer
- Ileana Mont
- Norma Ibarra
- Hugo Gorban
- Jorge Chernov
- Ernesto Torchia
- Jorge Safatle
- Carlos Menetzian
- Eugenio Troisi

## Comentarios
Sergio Wolf en Film escribió:

«…se travistió la inquietante fábrica del dolor del cuento de Bioy Casares en un ramplón alegato peronista.»

La Nación opinó:

«…la directora …modifica mínimamente el contenido [del cuento] pero impone sus ideas en la reescritura fílmica…prefiere el costado social de la historia….En el tiempo en que fue realizada la película (1984) el alzamiento...de los obreros encerrados en el subsuelo era leído como una violenta liberación de desaparecidos del régimen político anterior a 1983. El tiempo transcurrido le da al tema otros toques más bien relacionados con un descuido social en favor de los trabajadores. Estas interpretaciones hablan bien de la película en la medida en que sus contenidos entendidos en su plasticidad mantienen vigencia más allá del tiempo en que fue producida...La acción es presentada bajo la óptica del más severo neorrealismo…severo y consecuente retrato de habitantes del suburbio dentro de un boliche y durante las fiestas del carnaval. Pepe Soriano…construye su personaje con su habitual destreza confiriéndole la humanidad que el sacrificado individuo requiere. Norma Ibarra ingresa con un rostro expresivo y Constanza Maral y Héctor Calori ponen la necesaria cuota de villanía a su desgraciada invención.»

Manrupe y Portela escriben:

«El notable cuento de Bioy y su metáfora de usar el dolor como fuente de energía, en una adaptación por debajo del original.»

## Nominaciones
Asociación de Cronistas Cinematográficos de la Argentina
- Mercedes Frutos nominada al Premio Cóndor de Plata 1997 al Mejor Guion Adaptado.